# 常乐镇 (中卫市)
常乐镇，是中华人民共和国宁夏回族自治区中卫市沙坡头区下辖的一个乡镇级行政单位。

## 行政区划
常乐镇下辖以下地区：
镇居委会，倪滩村，马路滩村，枣林村，大路街村， 刘营村，高滩村，李营村，水车村，黄套村，常乐村，河沿村，上石棚村，熊家水村，罗泉村，思乐村，康乐村，海乐村。